# Magda Amo Rius
Magda Amo Rius (23 de julio de 1973) es una deportista española que compitió en esquí alpino adaptado y atletismo adaptado.
Ganó seis medallas en los Juegos Paralímpicos de Invierno entre los años 1992 y 1998, y dos medallas en los Juegos Paralímpicos de Verano, en los años 1992 y 1996.

## Palmarés internacional
| Juegos Paralímpicos | Juegos Paralímpicos   | Juegos Paralímpicos | Juegos Paralímpicos  |
| Año                 | Lugar                 | Medalla             | Prueba               |
| ------------------- | --------------------- | ------------------- | -------------------- |
| 1992                | Albertville (Francia) | Medalla de bronce   | Eslalon gigante B1-3 |
| 1994                | Lillehammer (Noruega) | Medalla de plata    | Descenso B1-2        |
| 1998                | Nagano (Japón)        | Medalla de oro      | Descenso B1-3        |
| 1998                | Nagano (Japón)        | Medalla de oro      | Eslalon B2           |
| 1998                | Nagano (Japón)        | Medalla de oro      | Eslalon gigante B2   |
| 1998                | Nagano (Japón)        | Medalla de oro      | Supergigante B2      |

| Juegos Paralímpicos | Juegos Paralímpicos | Juegos Paralímpicos | Juegos Paralímpicos      |
| Año                 | Lugar               | Medalla             | Prueba                   |
| ------------------- | ------------------- | ------------------- | ------------------------ |
| 1992                | Barcelona (España)  | Medalla de plata    | Salto de longitud B2     |
| 1996                | Atlanta (EE. UU.)   | Medalla de oro      | Salto de longitud F10-11 |

## Premios, reconocimientos y distinciones
- Medalla de Bronce de la Real Orden del Mérito Deportivo, otorgada por el Consejo Superior de Deportes (1999)